# International Standards on Review Engagements
Die International Standards on Review Engagements (kurz ISRE) sind vom International Auditing and Assurance Standards Board (IAASB) der International Federation of Accountants veröffentlichte Standards zum Vorgehen von Wirtschaftsprüfern bei prüferischen Durchsichten.

## Hintergrund
2004 veröffentlichte das IAASB ein Rahmenwerk für Prüfungsaufträge, das bis 2013 überarbeitet wurde. In diesem Zusammenhang wurden der ISRE 2400 – Engagements to Review Financial Statements und der ISRE 2410 – Review of Interim Financial Information Performed by the Independent Auditor of the Entity als ab 2006 anzuwendende Standards veröffentlicht. Im Zuge der Überarbeitung wurde 2012 eine aktualisierte Version des ISRE 2400 veröffentlicht und in Zusammenarbeit mit CPA Canada eine allgemeine Richtlinie zur Anwendung der ISRE erarbeitet, die im Dezember 2013 veröffentlicht wurde.
Bezüglich Prüfungen gibt es analog die vom IASSB herausgegebenen International Standards on Auditing sowie für weitere prüferische Dienstleistungen die International Standards for Assurance Engagements.